# Babe (Band)
Babe war eine niederländische Frauenpopgruppe der 1970er und 1980er Jahre.

## Bandgeschichte
Babe wurde 1979 von Peter Koelewijn gegründet, der mit Ausnahme der Single Tick-a-thumps my heart sämtliche Titel produziert hat.
Die Gruppe bestand ursprünglich aus Gemma van Eck, Rita van Rooij und Monique Hagemeyer. Hagemeyer wurde 1980 durch Margot van der Ven und Van Eck 1981 durch Marga Bult ersetzt. Babe ist, gemessen an der Zahl der Top-40-Hits, die erfolgreichste Gruppe, die niemals die Top 10 der niederländischen Charts erreicht hat.

## Diskografie

### Alben
| Jahr | Titel | Höchstplatzierung, Gesamtwochen, AuszeichnungChartsChartplatzierungen (Jahr, Titel, Platzierungen, Wochen, Auszeichnungen, Anmerkungen) | Anmerkungen |
| Jahr | Titel | NL | Anmerkungen |
| ---- | ----- | --- | ----------- |
| 1980 | Babe  | NL29 (9 Wo.)NL |             |

Weitere Alben
- 1981 – Blitzers
- 1983 – Shop Around

### Singles
| Jahr | Titel Album                              | Höchstplatzierung, Gesamtwochen, AuszeichnungChartsChartplatzierungen (Jahr, Titel, Album, Platzierungen, Wochen, Auszeichnungen, Anmerkungen) | Anmerkungen                            |
| Jahr | Titel Album                              | NL | Anmerkungen                            |
| ---- | ---------------------------------------- | --- | -------------------------------------- |
| 1979 | Please Me, Please Do Babe                | NL21 (5 Wo.)NL | B-Seite: The King Is Back              |
| 1979 | (Never listen to a) Bouzouki Player Babe | NL15 (7 Wo.)NL |                                        |
| 1980 | Ooh La La, I’m Falling Babe              | NL21 (6 Wo.)NL | B-Seite: L.O.V.E.                      |
| 1980 | The Drunken Sailor Babe                  | NL15 (8 Wo.)NL | B-Seite: The Spanish Shuffle           |
| 1980 | The Kiss Blitzers                        | NL13 (7 Wo.)NL | B-Seite: Tigers Play Too Rough For You |
| 1980 | My Malaysia Blitzers                     | NL22 (4 Wo.)NL | B-Seite: Billy Joe                     |
| 1981 | Mister Blitzer Blitzers                  | NL22 (4 Wo.)NL | B-Seite: Kicks After Six               |
| 1981 | Tick-A-Thumps My Heart Blitzers          | NL16 (6 Wo.)NL | B-Seite: Watch Out For The Big Jump    |
| 1981 | I’m A Rocking Machine Blitzers           | NL19 (5 Wo.)NL | B-Seite: Victory                       |
| 1982 | Indian Habits (Hooka Heya) Shop Around   | NL20 (6 Wo.)NL | B-Seite: One Touch Too Much            |
| 1982 | Together In Love Again Shop Around       | NL13 (6 Wo.)NL | B-Seite: S.O.S., Throw Me A Line       |
| 1983 | Explosive Shop Around                    | NL35 (3 Wo.)NL | B-Seite: Shocking                      |
| 1983 | (Don’t You Ever) Shop Around Shop Around | NL22 (5 Wo.)NL | B-Seite: Boomerang                     |
| 1984 | Dolly The Doll                           | NL14 (5 Wo.)NL | B-Seite: Last Kiss, First Tears        |

Weitere Singles
- 1979 – Wonderboy / Billy The Kid
- 1984 – Minnie The Moocher / Daddy Was A Rocker
- 1984 – Tommy (Is A Winner) / Butter And Cheese
- 1984 – Wanna Do (What Mamma Said) / Again And Again
- 1985 – Hot Shot / The Garden Party
- 1985 – Tell Him / I Got You Under My Skin
- 1989 – 4 Gouden Hits